# توگز کلاس ویل
توگز کلاس ویل (به انگلیسی: Ville-class tugs) یک کلاس از کشتی است که طول آن ۱۹٫۵ متر (۶۴ فوت ۰ اینچ) می‌باشد. این کشتی توانایی کشش 17 تن بار را دارد و در طول جنگ جهانی دوم کلاس ویل ( ville-class ) نام گرفت.